# Departamento de Guédiawaye
El Departamento de Guédiawaye es uno de los 45 departamentos de Senegal. Forma parte de la región de Dakar. Su capital es Guédiawaye. El 21 de febrero de 2002 se creó el departamento de Guédiawaye, cuyo territorio era parte del de Departamento de Pikine hasta entonces. En ese momento su población era de 286.989 habitantes.

## Distritos
El departamento de Guédiawaye está compuesto por un solo distrito del mismo nombre, que alberga la capital. A su vez este distrito se divide en cinco comunas.
- Distrito de Guédiawaye
  - Ndiarème-Limamoulaye
  - Golf
  - Sam-Notaire
  - Wakhinane-Nimzatt
  - Médina-Gounass